# 5073 Junttura
5073 Junttura è un asteroide della fascia principale. Scoperto nel 1943, presenta un'orbita caratterizzata da un semiasse maggiore pari a 2,2262415 UA e da un'eccentricità di 0,1011372, inclinata di 6,61791° rispetto all'eclittica.